# اگیل دانیلسن
اگیل دانیلسن (نروژی: Egil Danielsen؛ ۹ نوامبر ۱۹۳۳ – ۲۹ ژوئیه ۲۰۱۹) پرتاب‌گر نیزه اهل نروژ بود.
وی در مسابقات کشوری و بین‌المللی در مجموع برندهٔ ۱ مدال طلا، ۱ مدال نقره شده‌است.